# Luigi Ceccarini
Luigi Ceccarini (Roma, 1819 – 1887) è stato un militare e patriota italiano.

## Biografia
Militare dell'esercito pontificio, illuso dai discorsi patriottici di papa Pio IX, come buona parte dei patrioti italiani, chiese ed ottenne di partecipare, nel 1848, alla guerra contro l'Austria. 
Partì col grado di capitano e fu promosso sul campo a maggiore. Comandante del Battaglione Universitario Romano nella difesa di Vicenza, sostenne eroicamente l'urto di una brigata austriaca nei posti avanzati fuori della città alla Rotonda del Palladio. Caduta Vicenza, Ceccarini riuscì a condurre il suo battaglione a Venezia, già pronta a resistere, e vi rimase a difesa dei forti di Marghera, Brondolo, Chioggia e Pellestrina.
Avuta notizia dell'intervento francese, deciso da Luigi Napoleone, tornò nello Stato Pontificio, assumendo il grado di colonnello e il comando delle piazzeforti di Forlì, Ancona e Terni che tentavano di resistere alle truppe austriache.  
Giunto a Roma partecipò alla difesa della Repubblica Romana e ricevette l'incarico di organizzare e dirigere la difesa delle mura, da porta Maggiore a porta San Paolo. Durante i combattimenti riuscì ad infliggere gravi perdite all'esercito francese. 
Restaurato il governo pontificio, il colonnello Ceccarini fu escluso dall'amnistia e riparò in Piemonte, entrando nell'esercito sardo e prendendo parte alla seconda e alla terza guerra di indipendenza. In seguito, contribuì alla repressione del brigantaggio nelle provincie meridionali.
Il busto di Ceccarini, realizzato dallo scultore Odoardo Tabacchi, venne posto sul Gianicolo, tra gli eroi della difesa di Roma. Nel 2004 alla statua venne staccata la testa e trafugata da una banda di malviventi specializzata il reperti storici e archeologici. Ritrovata dalle forze dell'ordine, nel 2005, il busto è stato ridotto in pristino.